# Guillermo Ford
Guillermo Ford Boyd, también conocido como "Billy" y "Gallo Ronco" (Ciudad de Panamá, 11 de noviembre de 1936-19 de marzo de 2011) fue un político panameño que asumió el cargo de primer vicepresidente de Panamá, tras la dimisión de Ricardo Arias Calderón el 17 de diciembre de 1992 y hasta el término de su mandato como primer vicepresidente del país el 31 de agosto de 1994. Sus padres fueron Edmund Basil Ford Kelly y Ana Martina Boyd Diez. Sus abuelos fueron Federico Boyd 
Briceño y Martina Diez Arias. Fue miembro fundador del Movimiento Liberal Republicano Nacionalista (MOLIRENA) y junto con Guillermo Endara Galimany y Ricardo Arias Calderón establecieron una nómina presidencial opositora unificada en las elecciones presidenciales de mayo de 1989, con el fin de terminar la dictadura militar de Manuel Antonio Noriega y que desembocó en la invasión estadounidense de Panamá en diciembre del mismo año.
En el ámbito privado estuvo relacionado con empresas de seguros. Fue también presidente de la Asociación Panameña de Ejecutivos de Empresa (APEDE) desde 1965 hasta 1966.
Durante las elecciones presidenciales de 1989, se unió a la Cruzada Civilista y junto con Endara y Arias Calderón obtienen la victoria de dichas elecciones, pero Noriega anula los resultados. Su célebre frase: "Esta vaina se acabó", fue una de las consignas que el pueblo panameño civilista apropió en su lucha por el recobro de la democracia a finales de la década de los 80, frente al Régimen de Manuel Antonio Noriega.

## Sucesos del 10 de mayo de 1989
Tras la anulación de las elecciones celebradas el 7 de mayo de 1989, donde salió victoriosa la ADOC (Alianza Democrática de Oposición Civilista) Se llevó a cabo una caravana para celebrar la victoria de la alianza en las urnas sobre el partido de gobierno avalado por el régimen militar, y exigir el respeto a la voluntad popular, una turba enardecida patrocinada por Manuel Antonio Noriega atacó a la caravana. Guillermo Endara, entonces candidato a la presidencia, es herido de un con un objeto contundente en la cabeza e inmediatamente evacuado para recibir atención médica.  En medio del tumulto es asesinado el guardaespaldas de Guillermo Ford, dejándolo indefenso ante la turba conformada por los "Batallones de la Dignidad", y también se descubrió la presencia de peligrosos criminales sacados de la cárcel Modelo para tal fin, quienes armados de varillas de hierro lo golpean repetidamente en el cuerpo y uno de ellos saco un garfio de Carnicería y le arrancó dos tendones del pecho, todo esto ante la mirada indolente de los "Doberman" o policías antidisturbios.   las imágenes de Ford con la camisa manchada de sangre (parte de él y parte de su guardaespaldas asesinado), dieron la vuelta al mundo, y pusieron de manifiesto la situación que vivía Panamá en aquel entonces.  Escandalizaron a la opinión pública.

## Actividades tras la caída del régimen
Luego de la caída del régimen militar, producto de la invasión norteamericana, Ford también asumió como Ministro de Planificación y Política Económica, estableciendo el "Plan Ford" que tenía como fin reestructurar la economía panameña que se encontraba en ruinas producto de la crisis económica y sociopolítica vivida durante la dictadura militar bajo el régimen de Noriega. Tras la renuncia de Arias Calderón de la alianza civilista en 1992, Ford queda como único vicepresidente del país hasta el fin del mandato en 1994.
Fungió como presidente de Panamá por 11 días, durante un viaje del presidente Guillermo Endara a México, transfiriéndole las responsabilidades de jefe de Estado encargado y en plena confianza a su persona y cumpliendo con los dictámenes de la Constitución, siendo la primera y única vez que un vicepresidente asume sus funciones como suplente a la Jefatura del Estado, durante la falta temporal del primero.
Durante el gobierno de Mireya Moscoso fue Embajador de Panamá en Washington (1999 - 2002). Posteriormente en las elecciones presidenciales de 2004, Ford se unió a la nómina de Guillermo Endara como candidato a primer vicepresidente por el Partido Solidaridad, pero consiguen el segundo lugar en cantidad de votos, siendo superados por la nómina de Martín Torrijos del Partido Revolucionario Democrático.
En los últimos años, Ford dejó de pertenecer al MOLIRENA y se convirtió en miembro del partido Unión Patriótica. Desde diciembre de 2010, se encontraba hospitalizado debido a un enfisema pulmonar, causándole la muerte.